# 罗香胡颓子
罗香胡颓子（学名：Elaeagnus luoxiangensis）为胡颓子科胡颓子属下的一个种。

## 扩展阅读
- 維基物種上的相關：罗香胡颓子